# Zhuolungaole
Zhuolungaole (kinesiska: 卓伦高勒, 卓伦高勒苏木) är en socken i Kina. Den ligger i den autonoma regionen Inre Mongoliet, i den norra delen av landet, omkring 360 kilometer nordost om regionhuvudstaden Hohhot.
Genomsnittlig årsnederbörd är 532 millimeter. Den regnigaste månaden är juli, med i genomsnitt 149 mm nederbörd, och den torraste är december, med 4 mm nederbörd.